# Аврора
 Тази статия е за римската богиня.  За руския кораб вижте Аврора (крайцер).  
Аврора е древноримска богиня на зората в римската митология. В древногръцката митология съответства на богинята Еос. Тя е дъщеря на Хиперион и Тея, сестра на Хелиос и Селена и жена на Астрей.
Обикновено е изобразявана в колесница, водена от бели коне или с крила. Облечена е в червени и жълти тонове, понякога със слънчев диск над главата или с факел в дясната ръка. Тя лети по небето всяка сутрин, като обявява появата на слънцето.
Според легендата един от нейните любовници е смъртният принц на Троя, Титон. Тъй като той ще остарее и умре, Аврора моли Юпитер (бог) да го дари с безсмъртие. Юпитер изпълнява желанието на богинята, но тя забравя да поиска той да остане също така вечно млад и Титон започва да остарява във вечността.